# آه بيليندا (فلم 2023)
آه بيليندا (بالتركية: Aaahh Belinda) هو فيلم تركي درامي-كوميدي، يتناول قصة مليئة بالتشويق والعناصر السريالية. مستوحى من فيلم يحمل نفس الاسم من إخراج المخرج الشهير عاطف يلماز عام 1986 يُعتبر واحدًا من الكلاسيكيات السينمائية التركية. أما النسخة الحديثة، التي عُرضت على نتفليكس في 7 أبريل 2023، فهي إعادة تخيل عصرية للفيلم الكلاسيكي.
الفيلم يقدم مزيجاً من الكوميديا والنقد الاجتماعي والخيال، ويُسلط الضوء على قضايا الهوية، الواقع، الضغوط الاجتماعية. النسخة الجديدة حظيت بردود فعل متباينة، حيث أثنى البعض على الأداء والإخراج، بينما رأى آخرون أن النسخة الأصلية تحمل طابعًا أكثر عمقًا وتميزًا.

## قصة الفيلم
تدور أحداث الفيلم حول ديلارا، وهي ممثلة شابة وناجحة، تتلقى عرضًا للتمثيل في إعلان تجاري يروج لمنتج شامبو جديد يُدعى "بيليندا". بينما يبدو الأمر بسيطًا في البداية، تأخذ الأحداث منعطفًا غير متوقع أثناء تصوير الإعلان، حيث تجد ديلارا نفسها فجأة محاصرة في واقع مغاير تمامًا.
في هذا الواقع الجديد، تتحول حياتها بالكامل لتصبح هاندان، وهي امرأة عادية تعيش حياة تختلف تمامًا عن حياتها كممثلة مشهورة. تواجه ديلارا العديد من الصراعات النفسية والاجتماعية وهي تحاول فهم ما حدث، وإقناع من حولها بأنها ليست هاندان، بل ديلارا.
تتطور الأحداث مع محاولاتها لاستعادة هويتها الحقيقية، حيث تقدم القصة تأملات عميقة حول ضغوط المجتمع، مفهوم الذات، والمعنى الحقيقي للهوية. الفيلم يمزج بين السخرية والخيال بطريقة تُبقي المشاهد متشوقًا لمعرفة النهاية.

## بطولة
- نسليهان أتاغول بدور ديلارا / هاندان
- سركان شاي أوغلو بدور سركان
- نجيب ميميلي بدور نجاتي
- ميرال تشيتينكايا بدور المرأة الحكيمة
- بريل بوزام بدور آرزو
- إيفه تونتشر بدور عاكف
- غامزه كارادومان بدور فريدة
- ساجدة تاشانر بدور ألماس
- كامل غولر بدور ليڤينت
- أنيل تشيليك بدور جيم
- نجم الدين تشوبان أوغلو بدور نظيف

## وصلات خارجية
- آه بيليندا على موقع IMDb (الإنجليزية)
- آه بيليندا على موقع قاعدة بيانات الفيلم (الإنجليزية)
- آه بيليندا على موقع ليتربوكسد (الإنجليزية)